# Fuensanta de Martos
Fuensanta de Martos es un municipio y localidad española de la provincia de Jaén, en la comunidad autónoma de Andalucía. El término municipal, ubicado en la comarca Metropolitana de Jaén, tiene una población de 2990 habitantes (INE 2024).

## Geografía
El municipio está situado en la parte meridional de la comarca Metropolitana de Jaén, en la provincia de Jaén. Limita con los municipios de Martos, Los Villares y Valdepeñas de Jaén. Por su término discurre el río Víboras.
El municipio fuensanteño es una de las quince entidades que componen el Área Metropolitana de Jaén, y comprende los núcleos de población de Fuensanta de Martos —capital municipal—, Encinar Primero, Las Veletas, Encinar Tercero, Encinar Segundo, La Castillería, El Regüelo, Las Ventas y Vadohornillo.

## Flora y fauna

### Flora
La vegetación propia de esta zona de sierra comprende áreas de romero junto a encinares y coscojales. Otras especies frecuentes en el lugar son el majoleto, la lapa y el torvisco. En los alrededores de esta población es posible encontrar, por ejemplo, la pimpinela menor, la madreselva y el escambron.
El territorio de Fuensanta es eminentemente agrícola con casi un 90 % de sus tierras dedicado a ello, principalmente a cultivos leñosos en secano. Las superficies con vegetación natural o repoblada ocupan algo más del 10 % del territorio, pero son estas las que conservan un mayor número de especies animales.
Estas tierras son principalmente pastizales y matorrales en los que en ocasiones se conserva algo de arbolado. Las parcelas de pastizal se intercalan con retazos de monte bajo, con majuelos y rosales dispersos, y plantaciones de cerezo dando lugar a un paisaje en mosaico que favorece la presencia en la zona de un variado número de especies de aves.

### Fauna
Son frecuentes la cogujada montesina favorecida por la presencia de las parcelas de pastos, y las totovía, igualmente favorecidas por estas parcelas pero que requieren la presencia de arbolado disperso. El mosaico de vegetación favorece también la presencia del escribano soteño. En esos sotos es común también encontrar al herrerillo común, al carbonero común y al mito, todos ellos de la familia de los paridos, con notable tendencia a formar bandos mixtos durante el otoño e invierno carácter montano de este territorio, más o menos natural, da cabida también al escribano montesino, que se observa principalmente en las zonas de monte bajo, donde encuentra refugio para ubicar su nido que sitúa en suelo protegido por arbustos. A las plantaciones de cerezo, comunes en el territorio, y por su cercanía a zonas bien conservadas de bosques de frondosas, acudirán con frecuencia el mirlo, el zorzal charlo e incluso el arrendajo.
El término es también rico en anfibios y reptiles, favorecido, de un lado, por la variedad de ambientes y, por otro, por la presencia del río Víboras que atraviesa el municipio. Pleguezuelos y Moreno (1990) encuentran al menos 4 anfibios en el territorio, el sapillo pintojo ibérico, el sapo común, el sapo corredor y la rana común. Estos mismos autores citan al menos 12 reptiles, la salamanquesa común, la salamanquesa rosada, la lagartija coliroja, el lagarto ocelado, la lagartija ibérica, la culebrilla ciega, la culebra bastarda, la culebra de herradura, la culebra de escalera, la culebra viperina y la víbora hocicuda.

## Historia
La ubicación de Fuensanta a caballo entre la Sierra y la Campiña ha marcado su papel de núcleo de control a lo largo de la historia, de lo que quedan como testigos restos de recintos fortificados de distintos periodos que salpican su territorio.
De finales de la etapa ibérica y los primeros albores de la romanización de esta zona es el recinto fortificado del Cerro Algarrobo. Tiene la peculiaridad de ser una fortificación trapezoidal y tiene señales de bastiones a lo largo del recorrido de la muralla. Durante esta fase dependería de la gran ciudad ibérica de Tucci, convertida en época romana en Colonia Augusta Gemella. En esta última fase se produjo en el término de Fuensanta una proliferación de villa rústicas como la de la Atalaya y las Monjas. Precisamente de esta última procede un cipo funerario de mármol negro con una inscripción dedicada a un matrimonio de libertos y que se conserva en el Museo Provincial.
De su pasado árabe es el Hins-refugio ubicado en el cerro de la Atalaya, del que se han recogido numerosos restos cerámicos datados en torno a los siglos VIII y X. Junto al arroyo de la Fuensanta debieron existir pequeños asentamientos agrícolas que en caso de peligro buscarían refugio en el Hins. Tras finalizar las lucha que sacudieron al Emirato el Hins se abandonó y los núcleos campesinos quedaron englobados en el distrito de Tuss o Martus.
En 1225 los árabes entregan las fortalezas de Martos y Andújar al Reino de Castilla, en 1228 Fernando III el Santo, dona la comarca al Señorío de la Orden de Calatrava, pasando a formar parte de las encomiendas de la Peña de Martos y de Víboras. En su término se conservan dos torres defensivas de la Orden de Calatrava: Torrevieja y otra pequeña torre maciza en el Cerro del Algarrobo.
Durante la Edad Moderna no hay referencias a esta población salvo en el siglo XV que se cita la Encomienda de la Subclavería, ubicada en la Dehesa de la Fuente del Moral, que era utilizada por pastores en el invierno y que algunos investigadores han relacionado con la Fuensanta.
Fuensanta debió ser una aldea dedicada a la agricultura que aprovechaba las fuentes y veneros entre los que debieron destacar la Fuente Negra y la Fuente de los Borrachos.
Pascual Madoz documenta a mediados del siglo XIX la presencia de cultivos de huerta y frutales, junto a cultivos de cereales así como la roturación de zonas montuosas para la plantación de olivos. La población contaba con 14 molinos harineros y 3 de aceite con dos vigas cada uno, lo que pone de manifiesto la producción que tenía la población en cada uno de estos productos. A finales de siglo, la crisis agraria, que afectó a toda la provincia, abrió las puertas a la expansión del olivar. Una expansión que ha ido creciendo a lo largo de todo el siglo XX.
Fuensanta alcanzó su independencia de Martos por Real Cédula de la reina regente María Cristina de Borbón-Dos Sicilias el 7 de septiembre de 1835. El 1 de septiembre de 1847 obtendría su independencia religiosa de Martos por Decreto de Isabel II.
Hasta la reforma de la nomenclatura municipal de 1916 el municipio se llamaba simplemente Fuensanta. En dicha fecha su nombre fue modificado por el de Fuensanta de Martos.

## Demografía
Cuenta con una población de 2990 habitantes (INE 2024).
| Gráfica de evolución demográfica de Fuensanta de Martos entre 1857 y 2021 |
| |
| Población de derecho según los censos de población del INE. Población de hecho según los censos de población del INE.En 1857 aparece este municipio porque se segrega de Martos. |

## Economía
La economía fuensanteña tiene su principal base en el cultivo del olivar, cuyo fruto se destina a la producción de aceite; hay que destacar la gran fuerza e importancia que supone para esta localidad la industria del mueble tapizado, convirtiéndose en uno de los principales municipios jienenses fabricantes de este producto.
La industria cárnica, con sus productos derivados del cerdo, ha tenido un avance en los últimos años, ganando en notabilidad, innovación y calidad de sus productos.

## Organización político-administrativa

### Elecciones municipales
| Partido político                         | 1979 | 1983 | 1987 | 1991 | 1995 | 1999 | 2003 | 2007 | 2011 | 2015 | 2019 | 2023 |
| ---------------------------------------- | ---- | ---- | ---- | ---- | ---- | ---- | ---- | ---- | ---- | ---- | ---- | ---- |
| Partido Socialista Obrero Español (PSOE) | 5    | 6    | 6    | 7    | 7    | 7    | 6    | 6    | 6    | 9    | 9    | 6    |
| AP/Partido Popular (PP)                  | -    | 5    | 5    | 4    | 4    | 4    | 3    | 3    | 3    | 2    | 2    | 5    |
| PCE/Izquierda Unida (IU)                 | 0    | -    | 0    | -    | -    | -    | -    | -    | -    | -    | -    | -    |
| Unión de Centro Democrático (UCD)        | 6    | -    | -    | -    | -    | -    | -    | -    | -    | -    | -    | -    |
| Partido Andalucista (PA)                 | -    | -    | -    | -    | -    | -    | 2    | 2    | 2    | -    | -    | -    |
| En negrilla el partido más votado        |      |      |      |      |      |      |      |      |      |      |      |      |

### Alcaldía
| Periodo   | Nombre                                                     | Partido |
| --------- | ---------------------------------------------------------- | ------- |
| 1979-1983 | Juan Luque Navas                                           | UCD     |
| 1983-1987 | Juan Peña Santiago                                         | PSOE    |
| 1987-1991 | Juan Peña Santiago                                         | PSOE    |
| 1991-1995 | Juan Peña Santiago                                         | PSOE    |
| 1995-1999 | Juan Peña Santiago                                         | PSOE    |
| 1999-2003 | Juan Peña Santiago                                         | PSOE    |
| 2003-2007 | Amador Santiago Peña                                       | PSOE    |
| 2007-2011 | Amador Santiago Peña                                       | PSOE    |
| 2011-2015 | Amador Santiago Peña 2013: María Francisca Molina Zamora   | PSOE    |
| 2015-2019 | María Francisca Molina Zamora                              | PSOE    |
| 2019-2023 | María Francisca Molina Zamora 2022: Antonio Navas Espinosa | PSOE    |
| 2023-act. | Antonio Navas Espinosa                                     | PSOE    |

### Evolución de la deuda viva municipal
El concepto de deuda viva contempla sólo las deudas con cajas y bancos relativas a créditos financieros, valores de renta fija y préstamos o créditos transferidos a terceros, excluyéndose, por tanto, la deuda comercial.
| Gráfica de evolución de la deuda viva del Ayuntamiento de Fuensanta de Martos entre 2008 y 2023                |
| |
| Deuda viva del Ayuntamiento de Fuensanta de Martos, en miles de euros, según datos del Ministerio de Hacienda. |

## Patrimonio histórico

### Iglesia de Nuestra Señora de la Fuensanta
El bien cultural más valioso de este industrioso pueblo, desde el punto de vista estrictamente arquitectónico, es la iglesia parroquial de Nuestra Señora de la Fuensanta. Su origen se remonta al siglo XVI y su lexicografía artística es renacentista, aunque sin alardes estilísticos ni grandes pretensiones en cuanto a sus proporciones o soluciones constructivas.
Su interior consta de una sola planta de cajón -o de lo que también se conoce como contenedor-, dividida en tres naves que sostienen columnas de fuste liso con capiteles dóricos y arcos ojivales escasamente decorados.
Exteriormente, la iglesia presenta dos cuerpos separados por moldura con dos sobrias portadas enmarcadas por arcos de medio punto. La fachada lateral, la que mira a la Fuente de la Negra, es de mayores proporciones que la lateral que se sitúa en la perspectiva con la calle de acceso al centro del pueblo.
El elemento más singular de la fábrica de la iglesia lo constituye su torre, ubicada lateralmente en esquina entre las dos portadas. No está exenta, sino integrada en el edificio, al que supera y añade aún un tercer cuerpo para campanario, con huecos cubiertos por arcos de medio punto.

### Fuente de la Negra
En línea recta con la portada lateral de la iglesia parroquial, como marcando un eje de íntima comunión, se encuentra la fuente de la Negra, como se la nombra habitualmente. Su significatividad popular está muy por encima del valor de su semántica arquitectónica. Su patrimonialización comunitaria viene subrayada por el propio hecho de que su configuración actual fue elegida por votación popular tras someter varias maquetas a la consideración del vecindario.
Sus formas se definen a través de una volumetría cúbica, perfectamente simetrizada por la disposición de dos espacios gemelos con tres estilizados huecos cubiertos por pequeños arcos de medio punto que enfatizan otros tantos chorros de agua y que, a su vez, están separados por un hueco arqueado de mayores dimensiones, más rehundido en la estructura del edificio, que enfatiza aún más la simetría perspectívica desde la iglesia. En su interior, en hornacina tapada por un cristal, realizada en la segunda mitad del siglo XX por María Isabel Sánchez Bonilla, se venera una pequeña imagen de la Virgen, de unos 8 metros de altura e iconografía clásica, entre piedras y cristalinas aguas que refuerzan el carácter mistérico.

### Lavadero
A pocos metros de la Fuente de la Negra se encuentra otro edificio público relacionado con el agua, el lavadero, cuyo origen se remonta al siglo XVII, con elementos arquitectónicos característicos del barroco popular como los arcos carpaneles de acceso o la pequeña columna salomónica central que se apoya sobre un pilar. Su uso, marcadamente social, se ha venido manteniendo hasta casi nuestros días. Interiormente, se trata de una nave rectangular alargada (10 x 2,5 metros), de argamasa y cal, con un canal central, cubierto por techumbre de claraboyas, que constituye el lavadero propiamente dicho.

### Fuente de Mateo de Inurria
Las fuentes tienen un preciado valor urbanístico, arquitectónico o simbólico no sólo en espacios públicos. También lo tienen en los espacios privados, como es el caso de la fuente de piedra de Mateo de Inurria, fechada en 1851, que se conserva en la vivienda de Federico Bayona y Teresa Fernández. Aunque de pequeñas dimensiones (un metro y medio), su proporcionalidad y sensualidad de formas, su vistosidad y simetría, le confieren un notable empaque monumental.

### Torre del Algarrobo
La Torre del Algarrobo, sita en el cerro homónimo, es una atalaya fortificada, construida en el siglo XIII y declarada Bien de Interés Cultural desde el año 1985, en su categoría de monumento. En ese mismo suelo existe un yacimiento arqueológico de época ibérica, con una planta rectangular de unos 400 metros cuadrados.
La cantera situada en la cara norte del cerro ha acelerado su deterioro. En junio de 2016, parte del torreón fue derribado en un acto vandálico.

### Torrevieja
También llamada Torrevieja de Cazalla o La Torre, marca el límite del territorio municipal con Martos. Esta construcción formó parte de la estructura defensiva de la Orden de Calatrava. Tras la reconquista por Fernando III el Santo, este entregó la comarca en 1228 al Señorío de la Orden Religioso Militar calatrava, pasando a formar parte de las encomiendas de la Peña de Martos y de Víboras.
Es reconocida y protegida como Bien de Interés Cultural desde 1985.

### Otros monumentos
Dos edificios destacados del pueblo son el Ayuntamiento, construido en la última década del siglo XX, y el denominado como "El Hotel", de sabor a tranquilo y plácido balneario. Otros edificios que forman parte del patrimonio religioso de Fuensanta son la Ermita de los Encinares, la de La Ribera, bajo la advocación de la Virgen del Carmen, y la de Regüelo, consagrada a la Virgen de Fátima.

## Fiestas
Destaca por la representación viviente de los últimos momentos de la vida de Jesús por los jóvenes de la localidad en espacios naturales cercanos a la población. Esta escenificación despunta por la calidad de la interpretación y por su inusitado realismo.

### Fiestas de agosto
Durante la primera quincena del mes de agosto, se celebran las fiestas locales de Fuensanta de Martos con actuaciones musicales, competiciones deportivas y verbenas nocturnas.

### Ferias y fiestas en honor de la Virgen de la Fuensanta
La Virgen de la Fuensanta, se apareció a un pastor cordobés que en el Cerro del Calvario le solicitó la construcción de una ermita. Su templo se erigió en la Fuente Negra, lugar en el que recibió culto hasta que una gran riada lo destruyó. Actualmente, la imagen de la patrona está en la parroquia renacentista que lleva su nombre, en el casco urbano de la localidad, y en su honor se celebran fiestas durante la segunda quincena del mes de septiembre en las que, además de los actos religiosos, existen variadas actividades deportivas, culturales y festivas para divertimento de los asistentes.